# SS-Oberabschnitte
De SS-Oberabschnitte (Nederlands: SS-Hoofddistricten) waren de hoofddistricten van de SS, die werden ingevoerd in november 1933. De indeling van districten werd gebaseerd op de vroegere districtenindeling van de SA.
De SS-Oberabschnitte (Oa) omvatte meerdere SS-Abschnitte en stond in het algemeen onder leiding van een Gruppen- of Obergruppenführer (generaal-majoor of luitenant-generaal). Een Oberabschnitt was te vergelijken met een divisie van de landmacht.
In de onderstaande tabel worden alle Oberabschnitte weergegeven die gedurende de periode 1933 - 1945 hebben bestaan in het Derde Rijk. In de tabel wordt de eerste benaming en de oorspronkelijke oprichtingsdatum voor dit hoofddistrict genoemd.
| Oberabschnitte | Opgericht        |
| -------------- | ---------------- |
| Alpenland      | 1 juni 1939      |
| Böhmen-Mähren  | 1 april 1944     |
| Donau          | 15 februari 1934 |
| Elbe           | 16 november 1933 |
| Fulda-Werra    | 1 januari 1937   |
| Main           | 1 april 1936     |
| Mitte          | 10 augustus 1933 |
| Nord           | 20 april 1940    |
| Nordost        | 15 december 1933 |
| Nordsee        | 1 oktober 1932   |
| Nordwest       | 23 mei 1940      |
| Ost            | 3 maart 1941     |
| Ostland        | 1 december 1941  |
| Ostsee         | 1 april 1936     |
| Rhein-Westmark | 1 januari 1934   |
| Spree          | augustus 1930    |
| Süd            | 1929             |
| Südost         | 15 maart 1932    |
| Südwest        | 16 november 1933 |
| Ukraine        | 1 december 1941  |
| Warthe         | 26 oktober 1939  |
| Weichsel       | 9 november 1939  |
| West           | november 1930    |